# Grootlint in de Orde van Koning Faisal
Het Grootlint van de Orde van Koning Faisal, in het Engels "King Faisal Star" of "The Order of King Faisal Ist. Class" of "Grand Cordon" geheten, is de hoogste graad van de Orde van Koning Faisal, maar geldt ook als een afzonderlijke ridderorde.
Het grootlint van deze orde wordt door de regering van Saoedi-Arabië dus beschouwd als een aparte ridderorde, men kan haar ook zien als een Bijzondere Klasse voor bijvoorbeeld premiers en kroonprinsen en de hoogste graad in de Orde van Orde van Koning Faisal.
Omdat de grote gouden keten van de Orde van Badr is versierd met het credo "LA ALLAH ILLAH LALLAH WA MUHAMMASRASUL ALLAH" wordt de keten alleen aan staatshoofden die de islam aanhangen verleend.
De keten van de Orde van Abdulazziz al Saoed wordt ook aan christelijke, boeddhistische, shintoïstische en niet-religieuze staatshoofden toegekend. Het Grootlint in de Orde van Koning Faisal wordt in bredere kring toegekend. Premiers en kroonprinsen komen voor deze onderscheiding in aanmerking.
Het kleinood van de Orde van Koning Faisal is een verguld zilveren kleinood in de vorm van zevenpuntige wit geëmailleerde ster met een wit medaillon waarop in Arabische letters "FAISAL BIN ABDUL AZIZ" is geschreven. Op de groene ring rond het medaillon staat "PIONIER VAN DE ISLAMITISCHE SOLIDARITEIT". Als verhoging en verbinding met het lint is een gouden ornament in de vorm van een palmtak boven twee kromzwaarden en een halve maan aangebracht. Tussen de zeven punten van de ster is een kleine versiering in de vorm van groene bladeren en gekruiste gouden kromzwaarden geplaatst.
Op de linkerborst wordt een 86 millimeter hoge verguld zilveren ster met daarop het kleinood van de orde zonder de verhoging gedragen.
Het lint is voor alle graden van de Orde van Koning Faisal gelijk; het is geel met een wit-groene bies.

## Voetnoten
1. ↑  Bij Megan C. Robertson
2. ↑  Bij Guy Stair Sainty